# Überstürzte Geburt
Die überstürzte Geburt (lat.: partus praecipitatus) bezeichnet eine zeitliche Abweichung vom normalen Geburtsverlauf, also eine besonders schnell (< 2 Stunden) verlaufende, ansonsten aber normale Geburt, bei der das Kind bisweilen mit nur einer einzigen Austreibungswehe geboren wird, beispielsweise nach schneller Muttermundseröffnung bei gut dehnbarem Geburtskanal oder wenn das Ungeborene klein ist.
Die Eröffnungswehen sind dann oft kaum schmerzhaft oder folgen in langen Abständen, sodass sie nicht wahrgenommen werden. Plötzlich wird die Gebärende dann von schmerzhaften Presswehen überrascht. Bei einer überstürzten Geburt wird das Kind häufig im Bett oder Rettungswagen geboren. Eine überstürzte Geburt wird hauptsächlich bei Mehrgebärenden mit besonders nachgiebigem Bindegewebe beobachtet, die plötzlich auftretende starke Presswehen bekommen, aber auch bei Erstgebärenden, die die Eröffnungswehen falsch gedeutet haben.
Im Rahmen einer überstürzten Geburt kann es auch zur begrifflich davon zu trennenden Sturzgeburt kommen. Sturzgeburt bezeichnet das Stürzen des Babys aus dem Geburtskanal, beispielsweise in eine Toilette oder auf den Boden. Eine Sturzgeburt kann auch bei einer nicht überstürzten Geburt vorkommen. Es besteht Verletzungsgefahr für das Neugeborene, auch eine Nabelschnurruptur ist möglich.